# Country pop
Il country pop è un genere musicale country particolarmente influenzato della musica pop, nato negli Stati Uniti negli anni sessanta.

## Storia
I primi contatti tra la musica country e il pop avvennero negli anni cinquanta a Nashville, generando il cosiddetto Nashville Sound, dove dalla musica country vennero tolti il violino e il banjo, con una ricerca di melodie più immediate e con l'obiettivo di vendere più dischi. Artisti famosi di questo periodo furono Jim Reeves, Patsy Cline e Eddy Arnold.
Si dovettero aspettare gli anni settanta per avere una rinascita del genere, con un vero e proprio boom nelle classifiche. Glen Campbell con la sua Rhinestone Cowboy ne è un esempio significativo. Molti artisti pop come Olivia Newton-John iniziarono a cimentarsi in brani country.
Dopo l'uscita del film Urban Cowboy del 1980 con John Travolta ci fu un nuovo boom del genere, e molti artisti country come Willie Nelson e Dolly Parton aggiunsero elementi pop alla loro musica.
Negli anni novanta, grazie anche all'aumento delle concessioni di frequenze radio date a molte radio locali, la musica country divenne più conosciuta. Molti nuovi artisti country pop vennero alla ribalta, tra questi: Garth Brooks, LeAnn Rimes, Shania Twain, Billy Ray Cyrus, Martina McBride e Faith Hill.
Nel nuovo millennio il genere produsse altri artisti di successo come Lee Ann Womack, Taylor Swift e Lady Antebellum.